# Erik Aurelius der Jüngere

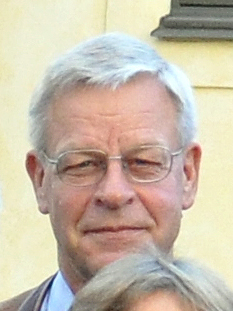
Erik Aurelius

Erik Aurelius (der Jüngere zur Unterscheidung von seinem gleichnamigen Großvater; * 9. Mai 1946 in Lund) ist ein lutherischer Theologe und emeritierter Bischof der Schwedischen Kirche. Von 2004 bis 2012 war Bischof des Bistums Skara.
Aurelius studierte nach seiner Schulzeit Evangelische Theologie. 1972 wurde er ordiniert und war anschließend als Pastor an der Klosterkirche Vreta tätig. Nach einer längeren Dozententätigkeit an der Universität Lund, wo er zum Dr. theol. promoviert wurde, wurde er zweiter Pastor (komminister) am Dom zu Linköping. Von 1997 bis 2004 war Aurelius Professor für Altes Testament und Universitätsprediger an der Georg-August-Universität Göttingen. 2004 wurde er zum Bischof des Bistums Skara gewählt und am 29. August eingeführt. Er unterrichtete auch an der Universität Linköping. Nach der Pensionierung im Sommer 2012 zog Aurelius nach Lund, wo seine Frau Eva Haettner Aurelius Professorin für Literaturwissenschaft ist.
Seine Arbeitsschwerpunkte sind die erzählenden Bücher des Alten Testaments.
Aurelius’ Vater Bengt Gustaf Aurelius war Pfarrer, sein Großvater Erik Aurelius der Ältere Bischof von Linköping. Der emeritierte Bischof Carl Axel Aurelius ist der Cousin von Aurelius.

## Schriften
- Der Fürbitter Israels. Eine Studie zum Mosebild im Alten Testament. Almqvist och Wiksell, Stockholm 1988 (zugleich Dissertation, Lund).
- Guds lek och andra bibliska perspektiv. Verbum, Stockholm 1993.
- Du är den mannen! En bok om att förstå och förmedla bibeltexter. Artos, Skellefteå 1997.
  - „Du bist der Mann“. Zum Charakter biblischer Texte. Vandenhoeck und Ruprecht, Göttingen 2004.
- Zukunft jenseits des Gerichts. Eine redaktionsgeschichtliche Studie zum Enneateuch. de Gruyter, Berlin 2003.
- Evangelium för gudlösa. Herdabrev till Skara stift. Verbum, Stockholm 2005.

| Vorgänger             | Amt                           | Nachfolger              |
| --------------------- | ----------------------------- | ----------------------- |
| Lars-Göran Lönnermark | Bischof von Skara 2004 – 2012 | Åke Bonnier der Jüngere |